# José Gutiérrez (piloto)
José Gutiérrez (Monterrey, Nuevo León, México; 20 de mayo de 1996) es un piloto de automovilismo mexicano. En 2018 corrió en la IMSA SportsCar Championship y en la European Le Mans Series.
José es el hermano menor del expiloto de Fórmula 1 Esteban Gutiérrez.

## Resumen de carrera
| Temporada | Categoría                                          | Equipo                                         | Carreras | Victorias | Poles | VR | Podios | Puntos | Pos. |
| --------- | -------------------------------------------------- | ---------------------------------------------- | -------- | --------- | ----- | -- | ------ | ------ | ---- |
| 2013      | Latam Fórmula 2000                                 | Prisma                                         | 4        | 0         | 0     | 0  | 4      | 80     | 8.º  |
| 2013      | Pro Mazda Championship                             | Juncos Racing                                  | 4        | 0         | 0     | 0  | 0      | 0      | NC   |
| 2014      | Pro Mazda Championship                             | Juncos Racing                                  | 14       | 1         | 0     | 0  | 2      | 201    | 7.º  |
| 2014      | Pro Mazda Winterfest                               | Juncos Racing                                  | 4        | 0         | 0     | 0  | 0      | 55     | 7.º  |
| 2015      | Pro Mazda Championship                             | Juncos Racing                                  | 16       | 0         | 0     | 1  | 1      | 216    | 9.º  |
| 2015      | Cooper Tires Winterfest - Pro Mazda                | Juncos Racing                                  | 5        | 0         | 0     | 0  | 0      | 77     | 8.º  |
| 2016      | IMSA SportsCar Championship - Prototype Challenge  | PR1/Mathiasen Motorsports Starworks Motorsport | 7        | 1         | 0     | 0  | 3      | 210    | 8.º  |
| 2017      | IMSA SportsCar Championship - Prototype            | PR1/Mathiasen Motorsports                      | 7        | 0         | 0     | 0  | 0      | 167    | 12.º |
| 2017      | Campeonato Mundial de Resistencia de la FIA - LMP2 | G-Drive Racing                                 | 1        | 0         | 0     | 0  | 0      | 12     | 25.º |
| 2018      | IMSA SportsCar Championship - Prototype            | PR1/Mathiasen Motorsports                      | 1        | 0         | 0     | 0  | 0      | 19     | 56.º |
| 2018      | European Le Mans Series - LMP2                     | G-Drive Racing                                 | 4        | 0         | 0     | 0  | 0      | 9      | 19.º |
| Fuente:   |                                                    |                                                |          |           |       |    |        |        |      |

## Resultados

### 24 Horas de Le Mans
| Año  | Equipo         | Copilotos                 | Automóvil       | Clase | Vueltas | Pos. | Pos. Clase |
| ---- | -------------- | ------------------------- | --------------- | ----- | ------- | ---- | ---------- |
| 2017 | G-Drive Racing | Memo Rojas Ryō Hirakawa   | Oreca 07-Gibson | LMP2  | 327     | 39.º | 17.º       |
| 2018 | G-Drive Racing | James Allen Enzo Guibbert | Oreca 07-Gibson | LMP2  | 197     | DNF  | DNF        |